# Curl (American football)
Een curl is een American football pass route gelopen door een receiver. De receiver lijkt een fly te lopen maar na een bepaald aantal stappen of yards stopt de receiver plots en draait zich en zoekt naar de pass. Deze techniek is het meest effectief als de verdedigende cornerback of safety zichzelf toespitst op het bewaken van een fly route en dus onverwachts moet stoppen en de pass niet meer kan afwijken of onderscheppen.